# Tillandsia argentea
Tillandsia argentea là một loài thực vật có hoa trong họ Bromeliaceae. Loài này được Griseb. miêu tả khoa học đầu tiên năm 1866.